# Natsumi Higa
Pour les articles homonymes, voir Higa.
Natsumi Higa (比嘉奈津美, Higa Natsumi), née le 3 octobre 1958, est une femme politique japonaise, représentant la préfecture d'Okinawa à la Chambre des représentants du Japon, puis à la Chambre des conseillers du Japon pour le Parti libéral-démocrate. Elle est nommée dans le gouvernement Abe III en tant que secrétaire parlementaire chargée de l'Environnement.

## Jeunesse et carrière pré-électorale
Higa naît le 3 octobre 1958 à Koza, dans la préfecture d'Okinawa encore sous occupation américaine. Jeune, elle assiste aux émeutes de Koza. Elle effectue ses études à l'université dentaire de Fukuoka (en), dont elle obtient un diplôme en 1986.
Dentiste de formation, elle devient vice présidente de l'association dentaire d'Okinawa en avril 2009.

## Carrière électorale

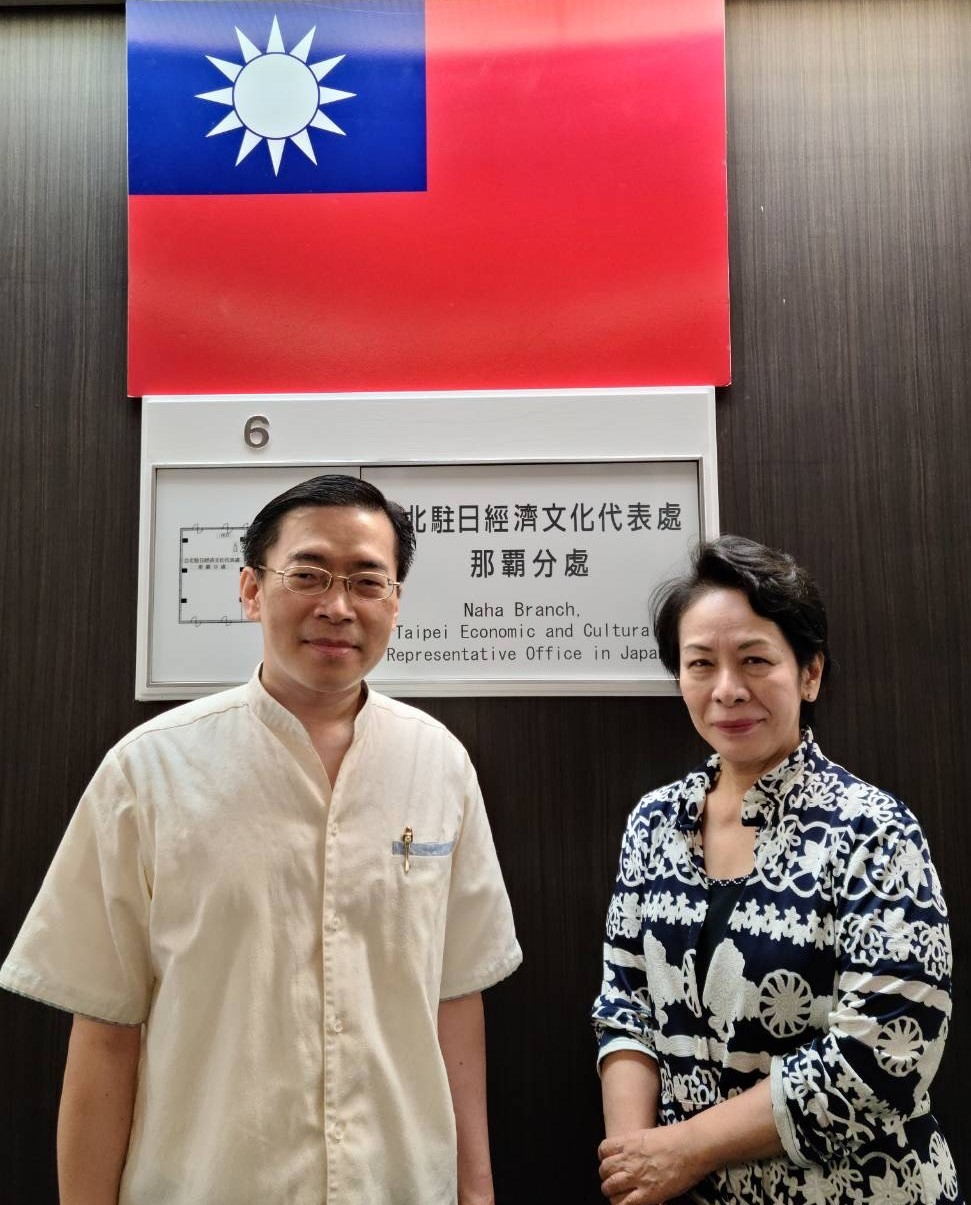
Natsumi Higa en 2021, avec un représentant de Taipei, à Naha.

Elle entre en campagne pour le Parti libéral-démocrate japonais lors des élections législatives japonaises de 2012, dans la troisième circonscription de la préfecture d'Okinawa. Elle axe sa campagne principalement sur plusieurs problématiques locales, comme l'opposition à l'accord de partenariat transpacifique, ainsi qu'un fort soutien au projet de déménagement de la base américaine de Futenma,. Elle se représente aux élections législatives de 2014, mais échoue à se faire réélire, au profit du candidat démocrate Denny Tamaki. Elle conserve néanmoins un siège à la Diète, grâce à la relance proportionnelle. 
En août 2016, elle est nommée dans le gouvernement Abe III en tant que secrétaire parlementaire chargée de l'Environnement,.
Lors des élections législatives japonaises de 2017, elle se représente dans la troisième circonscription d'Okinawa, mais se fait battre par Denny Tamaki, et échoue à se faire élire à la relance proportionnelle,.
Elle se présente aux élections de la chambre des conseillers de 2019, mais échoue à être élue. En 2021, Tsuneo Kitamura (ja), conseiller du Japon représentant la préfecture d'Okinawa, démissionne en raison de sa participation à une autre élection nationale. Higa, suivante sur la liste proportionnelle, accède ainsi à la chambre haute. En 2023, elle est nommée présidente de la commission de la santé, du travail et de la protection sociale de la chambre des conseillers.
Candidate à sa réélection lors des élections à la Chambre des conseillers du Japon de 2025, elle oriente sa campagne autour de la facilité d'accès aux soins dentaires, mais ne parvient pas à conserver son siège, et quitte la Diète.

## Prises de position
Elle fait la promotion et soutient les Abenomics, politique économique japonaise promue par le premier ministre Shinzō Abe. Elle estime également que l'énergie nucléaire est nécessaire à la contribution énergétique japonaise. Elle souhaite également une révision de la constitution antimilitariste du Japon.
Contrairement à la pensée majoritaire au sein de son parti, elle annonce être favorable à l'ascension au trône du Japon d'une femme. De plus, elle se déclare favorable à l'instauration d'un système spécial par le gouvernement pour augmenter le nombre de femmes à des postes plus importants. 

## Controverses
En 2022, il est révélé qu'Higa fait partie des 168 membres de la Diète ayant activement participé à plusieurs évènements organisés par la secte Moon.